# دیوید باتلر (کارگردان)
دیوید باتلر (انگلیسی: David Butler؛ ۱۷ دسامبر ۱۸۹۴ – ۱۴ ژوئن ۱۹۷۹) کارگردان، فیلم‌نامه‌نویس، تهیه‌کننده و هنرپیشه اهل ایالات متحده آمریکا بود. از فیلم‌هایی که وی در آن نقش داشته است، می‌توان به تعصب و سیر در عرش اشاره کرد.